# Serandinas (lugar)
Serandinas (oficialmente y en asturiano: Serandías) es un lugar perteneciente a la parroquia de Serandinas, en el concejo de Boal, comarca de Eo-Navia, Principado de Asturias, España.